# Enrique del Moral
Enrique del Moral (* 20. Januar 1906 in Irapuato; † 11. Juni 1987 in Mexiko-Stadt) war ein mexikanischer Architekt und Gründungsmitglied der Academia de Artes.

## Biografie
Enrique del Moral studierte an der Schule für Architektur der Universidad Nacional Autónoma de México (UNAM) und erhielt 1928 sein Meisterdiplom. Nach einer erfolgreichen Schaffenszeit als Architekt und Baumeister folgte die Berufung als Direktor an die Academia de San Carlos von 1944 bis 1949. In seiner Zeit als Vertreter der Region Guanajuato im Comité Administrador del Programa Federal de Construcción de Escuelas (CAPFCE) von 1944 bis 1946 entstand die einzige Schule von Casacuarán. Sein selbst entworfenes und 1949 fertiggestelltes Haus in Tacubaya demonstrierte seine Haltung zur mexikanischen Revolution. Er arbeitete viele Jahre mit Mario Pani Darqui zusammen und war seit 1957 Mitglied des Seminario de Cultura Mexicana.

## Werke (Auswahl)

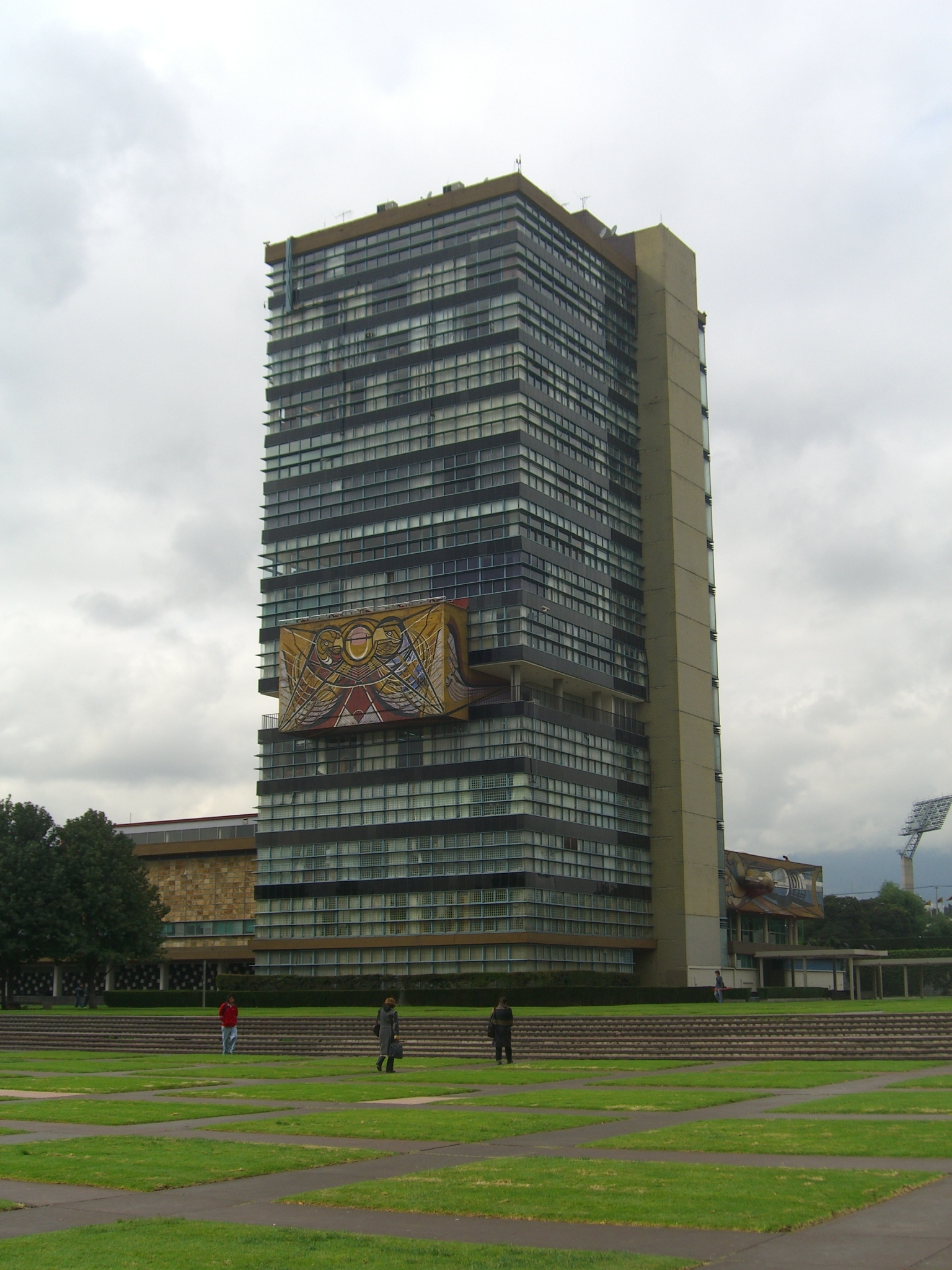
Rektoratsturm der UNAM

- 1946: Zentralklinikum von San Luis Potosí
- 1950: Bürogebäude des Recursos Hidráulicos-Sekretariats (mit Mario Pani)
- 1950–1952: Zentrales Verwaltungsgebäude und Rektoratsturm der UNAM (mit Mario Pani und Salvador Ortega Flores)
- 1952: Club de Golf México (mit Mario Pani)
- 1956–1957: Mercado de la Merced
- 1958–1972: Notfallklinikum des Centro Médico und die Krankenhäuser von Monterrey, Tampico, Ciudad Obregón, Nogales, Cuautla und im olympischen Dorf von Mexiko-Stadt

## Auszeichnungen
- 1978: Nationaler Kunstpreis (Mexiko)